# Dystopia (gruppo musicale)
I Dystopia sono un gruppo musicale, formatosi nella contea di Orange, California, nel 1992, popolare nella scena crust punk come in quella heavy metal. I testi trattano spesso di emozioni umane come di problematiche sociopolitiche, come uguaglianza razziale, ambientalismo, animalismo, veganesimo o vegetarianesimo.

## Formazione
- Dan Kaufman - voce (ex membro)
- Matt Parillo - chitarra, voce
- Todd Keisling - basso
- Dino Sommese - batteria, voce

## Discografia

### Album in studio
- 1994 - Human=Garbage
- 1999 - The Aftermath

### Split
- 1993 - Split 7" con i Grief
- 1993 - Split 12" con gli Embittered
- 1995 - Split 7" con i Suffering Luna
- 1996 - Split 12" con gli Skaven

### EP
- 1997 - Backstabber